# Калиновка (Приморский район)
Калиновка (укр. Калинівка) — село,
Мануйловский сельский совет,
Приморский район,
Запорожская область,
Украина.
Код КОАТУУ — 2324883402. Население по переписи 2001 года составляло 81 человек.

## Географическое положение
Село Калиновка находится на расстоянии в 3 км от села Мануйловка, недалеко от истоков реки Корсак.

## История
- 1927 год — дата основания.